# Daniel Silva (abogado)
Daniel Silva Orrego (Pereira, 1995) es un abogado y veedor ciudadano colombiano.

## Biografía
Daniel Silva nació en Pereira en 1995. Estudió en el Instituto Técnico Superior de Pereira, donde fue representante de los estudiantes ante el consejo directivo, lo que lo hizo decidirse por la carrera de derecho en lugar de otras carreras en la vida universitaria, luego del consejo de sus docentes. Es abogado de la Universidad Libre, tiene una especialización en derecho de tierras en la Universidad Externado de Colombia, una especialización en contratación estatal en la Universidad de Medellín, tiene una especialización en Derechos Humanos y Derecho Internacional Humanitario en la Universidad Externado de Colombia, y una Maestría en Contratación Estatal en la Universidad de Medellín.

## Carrera
Desde su época de estudiante universitario se dedicó a denunciar casos de corrupción en el Eje Cafetero, siendo coautor con Carlos Alfredo Crosthwaite y Pablo Bustos de la pérdida de investidura del senador Carlos Enrique Soto, la destitución de cuatro concejales de Pereira, y la nulidad del cobro de valorización de Pereira propuesta por el exalcalde Enrique Vásquez.
En 2019 logró la destitución como senador de Iván Márquez. Además de al senador Enrique Soto, Daniel Silva ha encabezado acciones judiciales que han llevado a la destitución de seis concejales y de un director de una corporación ambiental.
En el año 2019 fue electo diputado de Risaralda por el Polo Democrático Alternativo.
Actualmente es candidato a la Gobernación de Risaralda.

## Presuntas Amenazas
Según el propio Silva, ha sido objeto de amenazas en dos ocasiones, la primera en 2017 donde afirma que un hombre que le apuntó con un revólver en la cabeza mientras le exigía no continuar con las denuncias, por lo que le fue asignado un esquema de protección. Sin embargo dichas amenazas nunca fueron comprobadas. En 2018 sería objeto de una nueva amenaza a través de un panfleto que llegó a la puerta de su casa según denuncia de la FLIP, nuevamente no pudo ser comprobado lo que llevó a una serie de rumores sobre falsedad en las supuestas amenazas, cabe resaltar que al día de hoy Daniel Silva continua del beneficio de un robusto esquema de escoltas pagado por el estado.

## Controversias (Escándalo de corrupción)
El 26 de abril de 2017 la mesa directiva del Concejo de Dosquebradas pidió al Consejo Superior de la Judicatura, seccional Pereira y al Comité de Unidad Académica de la universidad Libre, seccional Pereira, una investigación de carácter disciplinario al estudiante de derecho Daniel Silva Urrego. En el documento enviado por el Concejo de Dosquebradas a la Fiscalía General de la Nación también se indica lo siguiente: 
“…resulta claro que el señor Daniel Silva Orrego, al no ser abogado, no puede pactar honorarios tal como lo indica en el comunicado dirigido a la opinión pública, por la asesoría y servicios jurídicos, pues apenas cursa ultimo año de derecho. Ya que solo los abogados titulados pueden ejercer la profesión de abogados, y como tales realizar los cobros de honorarios respectivos bajo la modalidad de prestación de servicios”.
Por los mismos hechos, la mesa directiva del Concejo de Dosquebradas pidió al Consejo Superior de la Judicatura, seccional Pereira y al Comité de Unidad Académica de la universidad Libre, seccional Pereira, una investigación de carácter disciplinario al estudiante de derecho Daniel Silva Urrego.